# Francisco de Paula Oliveira
Francisco de Paula Oliveira Júnior (Lisboa, 29 de octubre de 1908 - Ciudad de México, 15 de agosto de 1993), quien en la lucha política usó el seudónimo de Pavel y como exiliado en México usó el nombre de António Rodríguez, fue un político, periodista, escritor y crítico de arte portugués y mexicano.

## Biografía
En su juventud, Francisco de Paula Oliveira aprendió el oficio de cerrajero-mecánico. En 1925 fue admitido como trabajador en el Arsenal da Marinha. 
En 1924 se unió a la Juventude Sindicalista, siendo elegido miembro de su comité federal en 1925. 
En 1929 se hizo simpatizante del Partido Comunista Portugués (PCP). En julio de 1931 se unió a la secretaría de la Federación Juvenil Comunista Portuguesa. 
En 1932, en ausencia de José de Sousa, asumió el liderazgo del PCP y la Comisión Intersindical. 
Detenido en marzo de 1933, pudo evadir a las autoridades del Estado Novo en septiembre del mismo año y pasó a la clandestinidad. 
En marzo de 1934 estuvo en la Unión Soviética, donde representó al PCP ante el Comité Ejecutivo de la Internacional Comunista. 
En enero de 1937 regresó a Portugal, en compañía de Álvaro Cunhal, y se unió a la secretaría del PCP. Fue nuevamente detenido el 10 de enero de 1938 por la PVDE, pero logró escapar del centro de detención para presos políticos Cadeia do Aljube el 23 de mayo, y se dirigió a París, con la Unión Soviética como destino final. 
La sospecha de las condiciones en que ocurrió su fuga lo llevó a ser removido del trabajo del PCP mediante una decisión del 5 de septiembre de 1938, firmada por el secretario general de la Internacional Comunista, Dimitrov. 
En abril de 1939 viajó a México, donde vivió con la identidad de un combatiente asesinado en la Guerra civil española, Antonio Rodríguez. En 1941 obtuvo la nacionalidad mexicana. 
En México desarrolló una intensa actividad como periodista, escritor, crítico de arte y profesor.
El 4 de noviembre de 1999, fue galardonado póstumamente con el rango de Comandante de la Orden Militar de Santiago de la Espada.